# Soul Stirrin'
Soul Stirrin' — студійний альбом американського джазового тромбоніста Бенні Гріна, випущений у 1958 році лейблом Blue Note.

## Опис
Soul Stirrin'  — бадьора і захоплююча сесія від тромбоніста Бенні Гріна, яка показує широкий спектр його талантів; від досить свінгової «We Wanna Cook» (з додаванням вокалу) до ніжної «That's All», що свідчить, що Грін може змінювати своє міцне звучання за будь-якої нагоди. Тробмон Гріна домінує під час усього сету, однак він також поступається і місцем своїй ритм-секції у складі тенор-саксофоністів Джина Еммонса і Біллі Рута, піаніста Сонні Кларка, басиста Айка Айзекса і ударника Елвіна Джонса.

## Список композицій
1. «Soul Stirrin'» (Бабс Гонсалес)  — 6:50
2. «We Wanna Cook» (Бенні Грін) — 6:38
3. «That's All» (Алан Брендт, Боб Геймс)  — 6:25
4. «Lullaby of the Doomed» (Бабс Гонсалес)  — 6:01
5. «B. G. Mambo» (Бенні Грін)  — 8:15
6. «Black Pearl» (Білл Грем)  — 5:45

## Учасники запису
- Бенні Грін — тромбон
- Джин Еммонс, Біллі Рут — тенор-саксофон
- Сонні Кларк — фортепіано
- Айк Айзекс — контрабас
- Елвін Джонс — ударні

Технічний персонал
- Альфред Лайон — продюсер
- Руді Ван Гелдер — інженер
- Френсіс Вульфф — фотографія
- Джек Вокер — текст